# Fantasy-Jahr 1941
Übersicht

◄◄ | ◄ | 1937 | 1938 | 1939 | 1940 | Fantasy-Jahr 1941 | 1942 | 1943 | 1944 | 1945 | ► | ►►

Weitere Ereignisse

## Neuerscheinungen Literatur
| Deutscher Titel           | Deutschsprachiges Erscheinungsjahr | Originaltitel            | Autor               | Anmerkungen |
| ------------------------- | ---------------------------------- | ------------------------ | ------------------- | ----------- |
| Ein Fischessen in Memison | 1982                               | A Fish Dinner in Memison | Eric Rücker Eddison |             |

## Filmpreise
Oscar
- Beste Kamera – Georges Périnal – Der Dieb von Bagdad
- Beste Ausstattung – Vincent Korda – Der Dieb von Bagdad
- Beste Spezialeffekte – Lawrence W. Butler, Jack Whitney – Der Dieb von Bagdad
- Beste Filmmusik – Leigh Harline, Paul J. Smith und Ned Washington – Pinocchio
- Bester Song – Leigh Harline und Ned Washington – When You Wish Upon a Star – Pinocchio

## Neuerscheinungen Filme
| Deutscher Titel                 | Deutschsprachiges Erscheinungsjahr | Originaltitel                | Regie            | Anmerkungen |
| ------------------------------- | ---------------------------------- | ---------------------------- | ---------------- | ----------- |
|                                 |                                    | Adventures of Captain Marvel | William Witney   |             |
|                                 |                                    | The Blood of Jesus           | Spencer Williams |             |
| Das tapfere Schneiderlein       | —                                  | —                            | Hubert Schonger  |             |
| Der Teufel und Daniel Webster   | 1945                               | All That Money Can Buy       | William Dieterle |             |
| Topper 2 – Das Gespensterschloß | 1946                               | Topper Returns               | Roy Del Ruth     |             |
| Urlaub vom Himmel               | 1945                               | Here Comes Mr. Jordan        | Alexander Hall   |             |

## Geboren
- 04. Februar: Hubert Straßl, österreichischer Schriftsteller
- 07. Juli: Jane Gaskell, britische Fantasy- und Horror-Autorin
- 09. Juli: Nancy Farmer, US-amerikanische Jugendbuchautorin
- 04. Oktober: Anne Rice († 2021), US-amerikanische Schriftstellerin